# Broadwell, Illinois
Broadwell är en ort i Logan County i delstaten Illinois, USA.